# 295 (عدد)
295 هو عدد صحيح طبيعي بين 294 و296

## في الرياضيات

### خصائص
- 295 عدد فردي
- 295 عدد ناقص
- 295 عدد مضلعي (31 أضلاع-...)